# Olympische Jugend-Sommerspiele 2010/Teilnehmer (Ghana)
| Gelbes Symbol für Goldmedaillen mit stilisierten Olympischen Ringen | Graues Symbol für Silbermedaillen mit stilisierten Olympischen Ringen | Braundes Symbol für Bronzemedaillen mit stilisierten Olympischen Ringen |
| ------------------------------------------------------------------- | --------------------------------------------------------------------- | ----------------------------------------------------------------------- |
| —                                                                   | —                                                                     | —                                                                       |

Die Jugend-Olympiamannschaft aus Ghana für die I. Olympischen Jugend-Sommerspiele vom 14. bis 26. August 2010 in Singapur bestand aus 20 Athleten.

## Athleten nach Sportarten

### Hockey
Jungen
- 4. Platz
- Emmanuel Ankomah
- Abdul Rahman Anum
- Johnny Botsio
- Luke Damalie
- Fredrick Darko
- Emmauel Akaba
- Joseph Ashaley
- Simon Dontoh
- Samuel Afari
- Ebenezer Arthur
- Eugene Acheampong
- Matthew Damalie
- Selorm Kemevor
- Alfred Ntiamoah
- Ernest Opoku
- Confidence Timpoh

### Leichtathletik
| Mädchen - Rita Luonab 1000 m: 14. Platz | Jungen - Atsu Nyamadi Dreisprung: 8. Platz |

### Schwimmen
Jungen
- Joachim Ofosuhena-Wise
50 m Brust: 17. Platz
100 m Brust: 30. Platz
- Ralph Quaye
50 m Schmetterling: DNS
100 m Schmetterling: 36. Platz